# Прюдс
Прюдс — залив Антарктиды между Берегом Ларса Кристенсена и Берегом Ингрида Кристенсена.
Впервые бухта была обнаружена в 1931 году арктической научной экспедицией. Впоследствии залив был описан более подробно капитаном китабойного судна Кларусом Миккельсоном (Klarius Mikkelsen). Первые фотографии были получены из экспедиции 1936—1937 годов под руководством Ларса Кристенсена (Lars Christensen).
Название залив получил в честь Олафа Прюдса (англ. Olaf Prydz), менеджера страховой компании Hvalfangernes Assuranceforening.
На берегу залива находятся две антарктические станции: российская Прогресс и китайская Чжуншань.